# معامل الفجوات
معامل الفجوات (بالإنجليزية Voids coefficient) هو أحد المعاملات النيوترونية والذي يربط بين مقدار التغير في التفاعلية والتغير في النسبة المئوية للفجوات في قلب المفاعل النووي. يمكن تعريفه بأنه مقدار التغير في التفاعلية لكل نسبة مئوية من التغير في كمية الفجوات كنتيجة لغليان المُهديء في قلب المفاعل، يُقاس بوحدة pcm/%voids أو بي سي إم/%فجوة. والمقصود بالفجوة هنا هي فقاعة من الهواء (أو بخار ماء قليل الكثافة ونسبياً مرتفع الضغط عن المحيط المائي المجاور) تتكون داخل الماء عندما تصبح درجة الحرارة في المنطقة المحيطة بها كافية لغليان الماء محلياً، من الأمثلة الواضحة عليها تكون الفقاعات في قعر إبريق الشاي، يحدث ذلك حتى قبل غليان الماء وهو ما يعرف بالإنجليزية بSub-nucleate boiling. 
إنّ لِتكوُّن الفجوات في قلب المفاعل نفس الأثر لزيادة درجة حرارة قلب المفاعل النووي، وذلك بتقليل كثافة المُهديء النيوتروني (والذي يكون ماءً في مفاعلات الماء الخفيف). لذلك، تنحفض قدرة المُهديء النيوتروني على تهدئة النيوترونات الناتجة من الانشطار النووي فيقل احتمال حدوث انشطار نووي بفعل هذه النيوترونات ما يعني انخفاض القدرة النووية. إذا كان المُهديء يحتوي على تراكيز من حمض البوريك (تستخدم تراكيز منخفضة من هذا الحمض لامتصاص النيوترونات من قلب المفاعل وبالتالي تقليل القدرة النووية) يكون أثر الفجوات بزيادة التفاعلية، بسبب أن معدل امتصاص النيوتونات قد قل بفعل انخفاض كثافة المُهديء بوجود الفجوات. بشكل عام، فإن تكون الفجوات قد يكون ذو أثر إيجابي أو سلبي على التفاعلية (وبالتالي على القدرة النووية) اعتماداً على تركيز حمض البوريك و مدى الابتعاد عن النسبة المُثلى لكثافة ذرات الوقود (UO2) إلى كثافة ذرات المُهديء ( optimum fuel-to-moderator ratio). النسبة المئوية للفجوات في قلب مفاعل ماء مضغوط تساوي تقريباً نصف نسبة مئوية في الظروف التشغيلية الاعتيادية. تتراوح قيمة معامل الفجوات ما بين -30 (بي سي إم/%فجوة) عند بداية الحياة للوقود BOL Begining Of Life أي قبل تشعيع الوقود، وحتى قيمة -250 (بي سي إم/%فجوة) عند نهاية الحياة للوقود EOL End Of Life وذلك بسبب تكون نظائر البلوتونيوم.
من شروط السلامة النووية أن يضمن تصميم المفاعل أن تكون قيمة معامل الفجوات سالبة، بحيث، عند وقوع حادث نووي يتسبب في تكون الفجوات يجب أن تكون ردة فعل المفاعل النووي عكسية بحيث تقل التفاعلية (تقل القدرة النووية) عند زيادة الفجوات. مفاعل تشيرنوبيل هو من نوع RBMK وكانت قيمة معامل الفجوات له موجبة وتساوي 4.7 بيتا (بيتا = 680 بي سي إم)، وهو ما جعل التفاعلية تزداد أكثر عندما تكونت الفجوات في المُبرد (الماء) والذي كان يختلف عن المُهديء (غرافيت). قيمة معامل الفجوات في التصاميم الحديثة لمفاعلات RBMK الروسية هي 0.7 بيتا. معظم مفاعلات الماء الخفيف (المبردة والمهدئة بالماء الخفيف) لها معاملات فجوات سالبة.

## اقرأ أيضا
- مفاعل ثابت 1